# 小森みちこ
小森みちこ（こもり みちこ、1960年3月6日 - ）は、日本の元女優、元アイドル歌手。本名、森光子。

## 略歴
- 1977年、京浜女子商業高校を在学中、東京音楽学院を経て、3人組のアイドルグループ『キャンディーズjr』でデビュー。グループは、まもなくトライアングルに改名する。7枚のシングルと2枚のLPを発売、1981年1月に解散。
- 郷ひろみのファンで、せめてバックで踊れればと思ってスクールメイツに応募した[1]。
- デビュー当時は、本名の森光子で活動、愛称はミッチ。
- 1981年、トライアングル解散後、芸名をもりみつこに改名。ミュージカル『むかしむかしのかぐや姫』の主役で女優デビュー。
- 1982年、芸名を小森みちこに再改名。ポルノ女優に転身して話題となる。にっかつの宣伝部によると「21才の処女で、キスも未経験」ということになっており、そのことが各種雑誌で話題となる[1]。
- 1983年、シングル『リメンバー』で、ソロ・デビュー。
- 東京12チャンネル（現：テレビ東京）『ザ・スターボウリング』では女性司会者を、ニッポン放送『笑福亭鶴光のオールナイトニッポン』では、やけっぱちトリオ（松本明子・小森みちこ・柳沢純子、後にトリオ・ザ・ゴミと改名）としてアシスタントを務めた。
- 命名される時は、親は男の子が生まれてくるのを期待して「光」の名前を用意していたが、女の子だったので「子」を付けたという[2]。
- 趣味はジャズ・ダンス、テニス[2]。

## レコード（トライアングル時代を除く）

### EP（シングル）
- リメンバー / 鏡の中の水平線（ジャパン・レコード、1983年 JAS2043）
- むかしむかしのかぐや姫（JETプロモーション 企画制作：NOVAクリエイト、1981年頃 NC-1）※もりみつこ名義、自主制作盤

内容：夢見るかぐや姫 / みんな友達（ミュージカル『むかしむかしのかぐや姫』劇中主題歌、限定発売）

### LP（アルバム）
- リメンバー（ジャパン・レコード、1983年5月25日 JAL-35）
  - A面 1.リメンバー 2.ひとり遊び 3.Silent Zone 4.昼顔 5.Sexy Blue 6.魅惑のセレモニー
  - B面 1.薔薇のDiary 2.ダフネのように 3.鏡の中の水平線 4.めざめ 5.ヒロイン

プロデュース：中村治雄

## CD
- R50'S SURE THINGS!! 本命 80年代アイドル 名曲コレクション（徳間ジャパンコミュニケーションズ、2016年8月3日 TKCA-74392）＊5曲目にリメンバー（小森みちこ）を収録。
- リメンバー（販売：クリンク・レコード、2017年4月26日 CRCD-5144）LP盤11曲に加えボーナストラックとしてリメンバー（カラオケ）、鏡の中の水平線（カラオケ）の2曲を収録

## ビデオ
- 紅茶夢（宇宙企画、1982年 FY-05）＊イメージビデオ
- あんねの子守唄（にっかつ、1982年 R-29）＊映画「あんねの子守唄」のビデオ版
- あんねの日記（にっかつ、1983年 NY-806）＊映画「あんねの日記」のビデオ版
- フィジカル・ドリーム 2（クリスタル映像、1986年 CW-04）

## 映画
- あんねの子守唄（にっかつ、1982年10月29日公開）監督:西村昭五郎・北畑泰啓 主演:みや役 ＊小森みち子名義[3][4]
- あんねの日記（にっかつ、1983年3月25日公開）監督:北畑泰啓 主演:みや役 ＊小森みち子名義[3][5]

## テレビ（トライアングル時代を除く）

### ドラマ
- 松本清張の歯止め（NTV・火曜サスペンス劇場、1983年4月5日） - 今井亜子 役
- 虹へ、アヴァンチュール（テレビ朝日・サントリー・ミステリースペシャル、1983年11月28日）
- 部長刑事 デートクラブ女性殺人事件 第1348回（テレビ朝日、1984年8月25日）
- 草壁署迷宮課おみやさん 第10話 15年前の非行OL殺しが今日…!（テレビ朝日、1985年10月11日）
- 東京原宿ハウスマヌカン連続殺人 豪華パーティーの夜消えたギャルたち（テレビ朝日・土曜ワイド劇場、1987年6月20日）

## 出版

### 写真集
- 小森みちこ写真集 あ・い・ど・る（集英社、1982年12月10日）撮影:狩野昭雄
- Gals Mate'83 プレイボーイ特別編集 川島なお美・由美かおる・中森明菜・小森みちこ 他（集英社、1983年1月15日）
- 小森みちこ写真集 ささやく（英知出版、1983年4月20日）撮影:夏樹典夫
- SPORTY ランジェリー Pretty Gal's Lingerie Series 1 あの「トライアングル」のミッチがかえってきた!（群雄社出版、1983年4月30日）他 吉田真弓 関村優子 菊島めぐみ 三浦ルネ
- 女性アイドル写真集 にっかつロマンポルノビデオ傑作選 小森みちこ・森村陽子・畑中葉子 他（辰巳出版、1983年9月1日）
- プレイボーイ写真文庫 ギャルズ・メイト ヌードベスト65 朝加真由美・朝比奈順子・畑中葉子・小森みちこ 他（集英社、1983年12月10日）
- 妖精たち POINT VISUAL SERIES NO.1 他 横須賀昌美、秋元良子、青木琴美、森田水絵、南陽子（ポイント、?）撮影:村西とおる

### 雑誌
- 週刊プレイボーイ 1982年10月5日号、11月16日号、12月14・21日合併号、1983年4月12日号（集英社）
- GORO 1982年10月14日号（小学館）
- 平凡パンチ 別冊 1982年11月号（平凡出版）
- シネトピア 1983年5月号（ミリオン出版）
- スコラ 1986年1月1日号（スコラ）
- 魅惑のランジェリー 1986年10月号、1987年5月号（光彩書房）
- スーパー写真塾 1986年11月号（少年出版社）
- 週刊アサヒ芸能 1989年4月25日号増刊 あの「いい女」101人のプライバシー（徳間書店）
- 20世紀アイドルお宝FINAL（ミリオン出版、2001年1月5日）

### 書籍
- 虹を追いかけて（総和社、1983年5月30日）＊本人によるフォトエッセイ集

生い立ちからアイドルに、そしてにっかつロマンポルノ女優になるまでの半生を綴ったエッセイ集
主演作などのフォト、主演2作目の「あんねの日記」のシナリオ収録

## その他
- おしゃべりカセット「小森みちこ五つの部屋」（アポロン音楽工業）
- カセット 女優シリーズ にっかつ編（テープフレンド）